# Jonas Žilevičius
Jonas Žilevičius (* 1911 in Riga; † 1980 in Vilnius) war ein litauischer Elektroingenieur und Politiker, Vizeminister.

## Leben
Seine Eltern wurden in Šiauliai geboren. Ab 1915 lebte die Familie in der Ukraine.
1934 absolvierte Jonas Žilevičius das Elektrotechnik-Institut Charkow. 1931–1941 arbeitete er als Ingenieur im Charkow-Institut. 1941–1944 war er leitender Energiewirtschaftler in Tambow (Russland), im Werk „Komsomolec“.
1944–1948 arbeitete er am Kommunalministerium von Sowjetlitauen als leitender Energiewirtschaftler und stellv. Minister. 1951–1954 lehrte er Elektrotechnik am Vilniaus žemės ūkio mechanizacijos technikumas und 1953–1956 Physik am Vilniaus pedagoginis institutas. 1970 promovierte er in Technik und wurde Kandidat der Wissenschaften.

## Preis
- 1973: Staatspreis der Sowjetunion in der Elektroröntgenographie

## Quelle
- Visuotinė lietuvių enciklopedija. T. V: Dis–Fatva. Vilnius: Mokslo ir enciklopedijų leidykla, 2004. 442 psl.

| Personendaten    | Personendaten                                            |
| ---------------- | -------------------------------------------------------- |
| NAME             | Žilevičius, Jonas                                        |
| KURZBESCHREIBUNG | litauischer Elektroingenieur und Politiker, Vizeminister |
| GEBURTSDATUM     | 1911                                                     |
| GEBURTSORT       | Riga                                                     |
| STERBEDATUM      | 1980                                                     |
| STERBEORT        | Vilnius                                                  |